# David Gestetner
David Gestetner, né à Csorna (Hongrie) le 20 mars 1854 et mort à Londres le 18 mars 1939, est l'inventeur du polycopieur ou cyclostyle qui porte son nom.
Il commence sa carrière professionnelle à la Bourse de Vienne, puis émigre aux États-Unis et finit par s'installer à Londres, où il fonde l'entreprise où sont fabriqués les cyclostyles, machines à reproduire les textes au moyen de stencils.